# Nzérékoré
Nzérékoré   este un oraș  în  partea de sud a Guineei. Este reședința regiunii Nzérékoré și a prefecturii omonime.